# Coeliccia dorothea
Coeliccia dorothea är en trollsländeart som beskrevs av Fraser 1933. Coeliccia dorothea ingår i släktet Coeliccia och familjen flodflicksländor. IUCN kategoriserar arten globalt som otillräckligt studerad. Inga underarter finns listade i Catalogue of Life.